# Парламентские выборы в Италии (1972)
Парламентские выборы прошли 7 мая 1972 и принесли победу Христианско-демократической партии. После пугающего результата (менее 2 %, против 4,5 % в 1968) Итальянская социалистическая партия пролетарского единства была расформирована, и большинство её членов присоединилось к Итальянской коммунистической партии. Социалистическая партия продолжила терять популярность, в то время как коммунистическая партия увеличила свой результат на выборах. Наиболее существенный рост показало неофашистское Итальянское социальное движение, которое увеличило почти в два раза свои голоса с 4,5 % до почти 9 %.

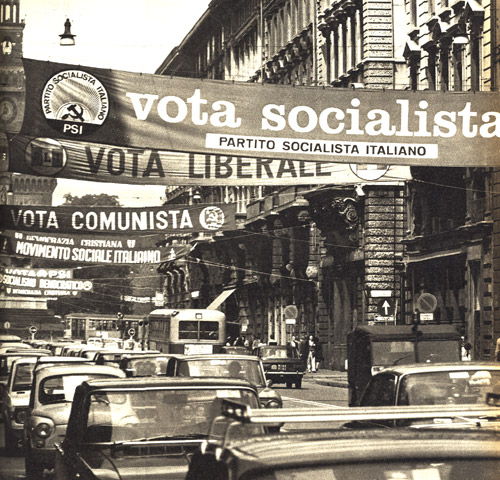
Эпизод предвыборной кампании. Агитационные растяжки в Милане.

## Результаты выборов
Результаты выборов в Палату депутатов.
| Партия/Блок                                                | Голоса     | %     | Места |
| Христианско-демократическая партия                         | 12 912 466 | 38,66 | 266   |
| Итальянская коммунистическая партия                        | 9 068 961  | 27,15 | 179   |
| Итальянская социалистическая партия                        | 3 208 497  | 9,61  | 61    |
| Итальянское социальное движение                            | 2 894 722  | 8,67  | 56    |
| Итальянская демократическая социалистическая партия        | 1 718 142  | 5,14  | 29    |
| Итальянская либеральная партия                             | 1 300 439  | 3,89  | 20    |
| Итальянская республиканская партия                         | 954 357    | 2,86  | 15    |
| Итальянская социалистическая партия пролетарского единства | 648 571    | 1,94  | 0     |
| Народная партия Южного Тироля                              | 153 674    | 0,46  | 3     |
| прочие партии                                              | 543 699    | 1,62  | 1     |
| Всего                                                      | 33 403 528 | 100   | 630   |

Результаты выборов в Сенат.
| Партия/Блок                                                                                     | Голоса     | %     | Места |
| Христианско-демократическая партия                                                              | 11 463 435 | 38,07 | 135   |
| Итальянская коммунистическая партия- Итальянская социалистическая партия пролетарского единства | 8 311 821  | 27,61 | 91    |
| Итальянская социалистическая партия                                                             | 3 225 471  | 10,71 | 33    |
| Итальянское социальное движение                                                                 | 2 766 795  | 9,19  | 26    |
| Итальянская демократическая социалистическая партия                                             | 1 614 273  | 5,36  | 11    |
| Итальянская либеральная партия                                                                  | 1 319 032  | 4,38  | 8     |
| Итальянская республиканская партия                                                              | 918 397    | 3,05  | 5     |
| Народная партия Южного Тироля                                                                   | 110 066    | 0,37  | 2     |
| прочие партии                                                                                   | 379 157    | 1,26  | 4     |
| Всего                                                                                           | 30 108 447 | 100   | 315   |